# シュガーレス (漫画)
『シュガーレス』(SUGARLESS) は、細川雅巳による日本の漫画作品。『週刊少年チャンピオン』（秋田書店）にて2010年8号から2013年19号まで連載。2012年10月より、日本テレビにてドラマ化されている。
主人公・椎葉岳を中心とした不良高校生の抗争、日常生活が描かれており、主な舞台は岳の通う九島高校とその周辺。各話数は「Vol.○○（数字）」で数える。

## ストーリー
九島高校1年の椎葉岳は“風車”の頂点（テッペン）をつかむため、ケンカ漬けの毎日を送る。

## 登場人物

### 九島高校

#### 1年生
椎葉・丸母・向井・卜部は、1年生の中でも最強の4人と考えられており、「1年4強」と称される。
椎葉 岳（しいば がく）
1年。「目に見えるものをもっと、目の前の世界をもっとつかんで味わいたい」と、拳で“風車”の頂点（テッペン）を目指す。
いつでも誰にでもどの角度からでも咬みつくため「犬」と称されることが多い。見下されたり群れたりするのを何より嫌う負けず嫌いな性格。「気に入らねえ奴はブッとばす」というのが口癖。コンビニでエロ本を凝視しているところを度々タイジに目撃されている。強い相手にも怯まず正面から戦うが、必ずしも勝率は高くなく、失神して白目をむいているシーンが数多く描かれている。
風車のことを「手ェ伸ばせば届きそうで、月よりリアルで、鼻毛よりカッコ良い」と評している。
丸母 タイジ（まるも タイジ）
1年。大柄な体格で、ブレーンバスター・ラリアット・ドロップキックなど、度々プロレス技を繰り出す。アフロのような髪型だが、本人曰く「ツイストパーマ」。岳には「マリモ」と呼ばれる。
「頂点なんて時代遅れだ」と、頂（テッペン）には興味を示さなかったが、岳達に刺激され、打倒・シャケを誓う。バールを捻じ曲げたり、5、6人を1人で担いだりするなど人並み外れたパワーを持ち、真の1年最強の男と噂されている。岳の拳を「熱い」、シャケの喧嘩やそのスタイルに「興奮する」と発言するなど、格闘家の雰囲気を持つ。
学力が低く、偏差値の低い九島高校しか入れる学校が無かったため仕方なく入学したと言っているが、文学的な発言や筋肉、脳の知識など教養はある。食事量は多く、食べ物が沢山入った袋を提げている姿がよく見られる。食事の邪魔をしたり、食事中にウンコの話をしたりするやつには容赦ない。 岳と共に卜部からシロを倒すためとヒュドラに入るよう迫られるが、名前がダサイからと拒否した。
中学時代は別の街で過ごし、当時の仲間であったサンタと共に廃バスを溜まり場としてエクレア (eclair) というチームを作り、そこで頭を張っていた。 エクレア時代にシャケに敗北し、“1人”の可能性を見せられ、以降群れるのを止め1人で立つことを決意する。 サンタからは「鳥や動物が自然に集まってくるデカイ木みたい」と称されている。自分にとってエクレアや仲間は「あったかいもんだな 春かな」と称している。
向井 司朗（むかい しろ） / シロ
1年。通称「シロ」、1年で唯一の“風車組”。1年最強と噂され、“風車”の頂点（テッペン）であるシャケにも実力を認められている猛者。いつもヘッドフォンを付けている（左側には「白」と書かれている）。
シャケ達とつるんでいるように見えるが、実際はシャケのことを「嫌い」と言い切り、シャケを倒す機会を伺っている。岳と同じようにシャケに挑み、倒された過去がある。
シャケに負けた自分への厳しさと、再戦に備えて徹底的に体を鍛えており、細身だがかなり筋肉質の体で、力も強い。
卜部 治（うらべ おさむ）
1年。元ヒュドラのリーダー。蹴り技を得意としている。シロを倒すため岳とタイジにヒュドラに入るよう迫るが拒否される。
集団の力を利用し、“風車”の頂点（テッペン）目指そうと入学数日で20人以上の集団を作り上げた強者。コンビニの店員にたばこを売るよう迫るところを岳とタイジに度々目撃されている。
岳とシロとのタイマンに乱入を画策するも、それを阻止しようと立ちはだかったタイジとのタイマンに敗れ、ヒュドラは早々に解体する。改めて“1人”で立つことの大切さを知り、叩き壊すためでなく、今度は掴むために1人の力で“風車”の頂点を目指すことを決意する。 その実力は1年の中でもトップクラス。
ヒュドラ（九頭竜）
卜部率いる1年生の集団。全員同じジャージを着て、頭の側部（耳の上部）に「九頭竜」のマークを刈り込んでいる。
岳とシロとのタイマンに乱入を画策するも、そこへタイジが立ちはだかり最後は卜部がタイジとのタイマンに敗れ、早々に解散する。

鹿嵐 貴（かならせ たかし）
1年。シャケに宣戦布告した岳に横槍を入れ、さらにシャケに挑むも一発で倒される。
田中 ヒラオリ（たなか ヒラオリ）
1年。頂点に立つのに必要なことは「知略」「知慮」「知謀」と言い頭脳的で卑怯な手口を好む。
頂点を狙うための最初の手段としてシロを集団で襲うが、あっさり敗れ“風車”の頂点（テッペン）は諦めた。以後は、出番はそれなりに多いものの、他の登場人物たちに一発でノされてしまうギャグキャラと化す。

#### 2年生
桐生 陽一郎（きりゅう よういちろう） / キリオ
2年。通称「キリオ」、サングラスと奇抜な髪型がトレードマークな九島の自称ナンバー2で、英語を織り交ぜながら飄々とした口調で喋る。蹴り技を得意とする。その髪型から岳には「カニ頭」、態度や口調から卜部には「ハッピー野郎」と呼ばれている。入学当初にトップであるシャケに戦いを挑み、敗北。圧倒的な実力差を味わい、シャケが卒業するまで自分はナンバー2で良いと燻っていた。トオル、イサミ、セイジと4人でつるんでいることが多い。
トオルと岳が揉めたことから、暇つぶしにと1年狩りを発案。シロとのタイマンを通してかつての思いが再燃し、再びシャケに挑むも敗北。再び“風車”の頂点を目指すことを決意する。
その後はNo2らしく、神楽の部隊を1人で壊滅させたり、神楽の副長・成瀬と互角に渡り合ったりするなどの活躍を見せた。
過去の自分と同じく燻っている周防に道を示し、卜部と周防のタイマンの邪魔をさせないように動くなど、世話焼きな面もある。 去年のランブル1トーナメントにはシャケにやられた直後だったらしく、不参加。
千倉 トオル（ちくら トオル）
2年。いつも短パンを履いていて、岳には「短パン」と称されている。キリオ、イサミ、セイジと4人でつるんでいることが多い。
コンビニいた丸母に突っ掛り、椎葉と対決するもキリオらにより中断される。
その後、キリオが考えた1年狩りで椎葉と対決し敗北する。
去年のランブル1トーナメントでは、初戦を勝ち抜くも2回戦で与崇に負けて敗退。
盛田 イサミ（もりた イサミ）
2年。大柄で体格が良く、いつも帽子を被っている。
キリオが考えた1年狩りでは卜部と対決し1度は勝利するもリターンマッチで敗北する。
セイジ
2年。鉄柵を曲げてしまうほどのパンチ力を持っている。
キリオが考えた1年狩りでは丸母と対決し1撃で敗北する。

#### 3年生
荒巻 至（あらまき いたる） / シャケ
入学3日で“風車”の頂点に君臨している男で通称「シャケ」。
前を通るだけで不良たちが後ずさりし道ができるほどの威圧感を持つ。ほとんどの相手を一撃で破っており、その強さは作中最強ですべてを超越した存在。
神楽工業の頭｢兼光一哉｣が唯一彼と同等の実力を持っており、一昨年のランブル1トーナメントの決勝では引き分けている。
その後、正門が仕掛けた九島と神楽との戦争では勝利している。
「殴られるのがイヤなら最初からケンカしなきゃいい」と基本的に相手の攻撃をガードしない。
今年のランブル1トーナメントに途中から観戦しに来る。自らを｢景品｣と称し、優勝した者の挑戦を受けることを告げる。
卒業前日に優勝した岳とそれを運んだタイジを一撃で倒す。卒業後は岳に付きまとわれ煙たい思いをしている。

#### その他
栗山 景生（くりやま けいき） / モンブラン
岳の回想で登場。通称「モンブラン」。岳が中学1年の時、高校1年であり1年生にして“風車”の頂点（テッペン）に君臨する。
岳の信念に感心し、岳とは入れ違いで卒業のため、九島の中での喧嘩ができないことを悔やむ。後にシャケに“風車”の頂点を奪われる。

### エクレア (eclair)
かつてタイジが頭を張っていたチーム。名前の由来はフランス語の「稲妻」と、サンタが初めてタイジと会った時にタイジがエクレアを食べていたこと。初代頭のタイジが抜けた後はサンタが頭を張っていたが、嘉上がその座を奪いチームを武闘派集団に変えてしまう。廃バスを溜まり場としている。
三田 実（みた みのる） / サンタ
通称「サンタ」。タイジとは中学時代の相棒で、タイジと共に廃バスを溜まり場としてエクレアというチームをつくり、タイジがエクレアを抜けた後は、頭を張っていたが、嘉上にその座を奪われ、狙われる身となっていた。武闘派集団と化したチームを自ら壊滅させる決意をした矢先、嘉上の策略により播磨らに裏切られ、力つきてしまう。その後、嘉上とタイマンを張り勝利し、本当の優しさの意味を伝える。仲間には絶対手を出さない。
騒動の際に手を貸してくれた1年4強に恩を感じている。自分にとってエクレアや仲間は「水 いないと心が渇く だから大切」と称している。
嘉上 深征（かがみ みゆき）
エクレアの3代目頭。サンタから頭の座を奪い、チームを武闘派集団に変えてしまう。常にコートを着用しており、顔に横一文字の傷がついている。胸にはエクレアのマークのタトゥーを刻んでいる。顔に傷を負うことになった過去のトラウマから優しさを認めず、相手を容赦なく徹底的に潰す非情な性格になり、「優しさ=弱さ」という考えを持つようになる。自らの策略により播磨らを裏切らせサンタを追い詰めるも、最後はサンタとタイマンを張って敗北。本当の優しさの意味を知り、コートを捨てエクレアを去っていった。
梶（かじ）
嘉上の命令で、タイジに会いに行った帰りのサンタを金属バットで襲う。
播磨（はりま）
エクレアのメンバー。サンタをとても慕っている。嘉上の策略により弟を人質に取られ、仕方なくサンタを裏切る。
関（せき）、モミ
エクレアのメンバー。サンタをとても慕っている。播磨の事情を知り、播磨と共にサンタを裏切る。

### 未央高校
周防 晃良（すほう あきら）
進学校である未央高校のリーダーで、学長の息子。シャケのことを『蝿の王』になぞらえて「ハエを呼び寄せるブタの生首」と呼び、九島高校の生徒のことを「ゴミ」や「ハエ」と称している。キリオ達2年生4人組を倒した後、未央高校の学生や矢坂兄弟をけしかけて九島高校の不良狩りを始め、“風車”の旗を狙い、トップであるシャケを狩るゲームに自身も参加する。
矢坂 総士（やさか そうし）
「本物の野獣」と称される、矢坂兄弟の兄。左目に傷のある大男で、サングラスをかけてファーコートを着込んでいる。ケンカに勝った後、倒した相手の鼻を折る「オーバー・キル」という儀式を毎回行うなど、兄弟揃って凶暴な性格。
不良グループとケンカをして25名の鼻骨を折って全員を病院送りにしたために前の学校を兄弟ともども退学になる。その後、父親同士が知り合いである縁で未央高校に弟と一緒に転校してくる。周防の誘いに乗って、九島高校のトップであるシャケを狩るゲームに参加する。
矢坂 典斗（やさか のりと）
「本物の野獣」と称される、矢坂兄弟の弟。総士のことを「お兄（おにい）」と呼ぶ。総士と同様、ケンカに勝った後に「オーバー・キル」の儀式をする凶暴な性格。

### 神楽工業高校
兼光 一哉（かねみつ かずや)
3年。九島高校と双璧をなす、神楽工業高校の頭。刈り上げた銀髪と長い黒髪が特徴的。自分の仲間や傘下の高校を「家族」と称していて、自分の仲間が傷付けられることを何より嫌う。
九島の生徒数名を纏めて中庭から教室まで吹き飛ばす等、化け物じみた実力の持ち主でシャケと唯一対等に戦える人物。
一昨年のランブル1トーナメントの決勝でシャケと対戦しドロー。シャケとはその時からのライバル。
神楽の正門が仕掛けた九島との戦争では卜部や椎葉を一撃で葬るも、シャケに敗北を喫する。
成瀬 尚（なるせ ひさし）
2年。神楽工業高校副長。端正な顔立ちをしているが、性格は豪快。神楽に対して強い忠誠心を持つ一方で、キリオに惨敗した部下達に神楽のシンボルであるジャケットを脱ぐことを強制する等、非常に厳しい面も持ち合わせている。
蹴り技が得意で、同じく蹴り技を得意とするキリオと激闘を繰り広げたが、生駒の邪魔が入り休戦。その後舞台を九島に移し再戦したが、決着は付かなかった。それ以来、キリオとは実力の伯仲したライバルとしてお互いを意識しあう。
去年のランブル1トーナメントでは見事優勝している。
安藤 与崇（あんどう よたか）
2年。神楽工業高校の幹部で、管轄は志田高校。神楽を訪れたシャケにいきなり殴りかかろうとするなど気性の激しい性格。神楽とその頭である兼光に人一倍強い忠誠心を持っている。
恩田 栄（おんだ さかえ）
2年。神楽工業高校の幹部で、管轄は乃元高校。根っからのケンカ屋で、相手に困らないという理由で神楽に属し幹部を務めている。神楽を自分の「活きる場所」と言い、それを脅かす者は全力で駆逐する。岳をタイマンであっさりと倒すなど、実力は高い。
久坂 大介（くさか だいすけ）
神楽工業高校の幹部で、管轄は相朽工業高校。
結城 弘大（ゆうき こうだい）
神楽工業高校の幹部で、管轄は浦居高校。
正門 夕志（まさかど ゆうじ）
1年。神楽工業高校の幹部で、管轄は花原高校。尖った耳が特徴的な、悪魔のような顔つきをしている。生駒と共に九島の生徒の偽者を使い、九島と神楽の全面抗争を企てる。最終的に九島に乗り込んだ際には、岳との考え方の相違に怒りを見せタイマンを張るが、岳の勢いの前に敗北。その後は考えを改め、純粋に強くなることを誓い、兼光や与崇と和解した。
生駒 央（いこま なかば）
1年。神楽工業高校の幹部で、管轄は弘尾商業高校。正門と共に偽者を使い、九島と神楽の全面抗争を企てる。

### 相朽工業高校
井純隆也（いずみ たかや）
1年。ランブル1トーナメントの1回戦で周防と対戦し勝利する。
喧嘩では目潰しや金的を狙うなど、作中では珍しいタイプの喧嘩をする。

### 浦居高校
大熊ルイ（おおくま ルイ）
1年。通称「グリズリー」。ランブル1トーナメントの1回戦で、シロと対戦し健闘するも敗北する。かなり大柄な体形をしている。

### 弘尾商業高校
武藤 甲壱（むとう こういち）
1年。ランブル1トーナメントの1回戦で典斗と対戦し鉄パイプで滅多打ちにして勝利する。アノニムのメンバー。

### 乃元高校
宮華 亮（みやけ りょう）
1年。ランブル1トーナメントの1回戦で嘉上と対戦し勝利する。2回戦で丸母と対決。
街中で丸母と対峙するも、ヒュウゴに看板で殴られ気絶する。

### アノニム（匿名）
ランブル1トーナメント2回戦第1試合の最中にトーナメント会場にトラックで突っ込み、トーナメント参加者や観客に次々と暴力をふるった集団。名前バレするとハデに遊べなくなるとの理由から全員あだ名で呼び合っている。
メイヘム（暴力） / 丸母 ヒュウゴ（まるも ヒュウゴ）
アノニムの管理人（マスター）で、丸母タイジの兄。黒コートを身に纏った大男で、暴力を自らの存在証明とする人物。暴力を肯定し、暴力の正しさを理解できない者は滅ぶ運命という思想を持つ。そのため、暴力を理解せずケンカにこだわる九島を滅ぼそうとする。
タイジが中1の時父親に暴行を受けている際に割って入り、父親を殴り殺し逮捕された過去を持つ。この事件がタイジが暴力を否定しケンカにこだわる一因となっている。
神楽の兵隊を瞬殺し正門を一撃で倒す、タイジの拳を掴んだまま砕くなど圧倒的な力を持つ。
オンドリ
髪上部は黒、それ以外は染めているモッズコートを着た男。矢坂総士のパンチを軽々受け止める実力を持つ。本名は佐藤てるお。
ゴンタまん
キャップの上からフードパーカーを被ったB系の恰好をした男。駅構内にて周防をポニー太と2人で襲うが途中で参戦した卜部と周防のタッグに倒される。本名は鈴木ヨシオ。
ポニー太
サングラスをしたオールバックの男。駅構内でゴンタまんが倒されたのを見るや電車に乗り込み逃走するも、乗り合わせた井純に捕まり殴り倒される。その後現れた岳と井純が戦っているうちに逃げようとするがアノニムを追ってきた成瀬に蹴り倒される。
ムーちゃん
弘尾商業の武藤甲壱。
としきゅん
迷彩柄の上着を着た茶髪の男。捕らえられた正門をボールに見立ててバットで殴っていたが耳を近づけた際に正門に耳たぶを食いちぎられる。
たぁ君
豹柄の服を着た男。
ラン坊
ハットを被った男。

### 御辻高校
大阪の高校。修学旅行で大阪に来た九島の1年生たちともめる。
富坂 コウタ（とみさか コウタ）
1年。中学生のとき、喧嘩に負けた腹いせに角材を持って復讐に行く途中で榊に出会い、拳の使い方を教わり、尊敬しついて行くことになる。シャケに敗け豹変し暴走する榊を止めるため岳達に協力を求めるが、拒否されたため、自らの拳で止めるべく榊との対決を決意する。
榊 了司（さかき りょうじ）
3年。御辻高校の頭。1年のときから無敵を誇る力を持っていたが、力を見せびらかすような安い喧嘩をしなかった。その人格と強さに多くの人間が惚れ、慕われていたが、その中の1人が2年前、シャケに絡んで潰されたため、仇を取るためシャケに挑むも、返り討ちにあい左目の上に傷を負う。この敗北の噂は一気に広がり、これまで彼を慕っていた仲間は去っていき、他校の連中にも狙われるようになる。この一件以降、「勝たなければ意味がない」と思うようになり、手段を選ばない喧嘩をするようになってからは、かつての仲間も戻ってくるようになったが、シャケへの復讐のため九島の生徒は皆殺しにしろと命令し、失敗した仲間を殴るなど暴走し始める。この暴走は、宍戸をはじめ仲間からしだいに恨みを買うようになり、対立することになる。コウタの説得も全く耳を傾けず一蹴するも、何度突き放しても自分を見捨てない姿や、九島の喧嘩を見て自らの心の弱さを認める。
宍戸（ししど）
榊の九島皆殺しの命令を渋々聞いていたが、ねぎらいの言葉1つ無い榊を恨むようになる。同じ恨みを持つ仲間を従えて、御辻を乗っ取るべく反旗を翻すものの、土下座をして相手を油断させてから不意打ちするような卑怯な真似をしたため、仲間から見捨てられ、さらに妹尾に裏切られ潰される。
妹尾（せのお）
中学生の時、榊に喧嘩を売るも返り討ちにあい額に傷を負う。以降榊を恨むようになり、榊や宍戸に従う振りを見せ復讐の機会を伺う。宍戸が榊に反旗を翻した際、榊を恨んでいる他校の人間を従え御辻潰しを決行するも、目覚めた榊と対決し敗れる。
卜部からは「タレ目」と呼ばれる。

## 用語
“風車”（ふうしゃ）
校舎の屋上にある一般的な発電用の風車で、“弱肉強食”が唯一のルールである九島高校のシンボル。頂点に立つ者は旗を掲げ名前を刻み、自分の存在を街中に示すことができる。 3枚付いた羽の1つに、頂点（テッペン）に立つ者の名前が描かれた布が巻き付けられ、旗のようになびいている。
作中では、“風車”の言葉に「ここ」とルビがふられることが多い。
“風車”のルール
正面から人を殴る勇気と正面から人に殴られる度胸のある者がぶつかり合い、強い者が勝つ。“風車”に暴力や臆病者は必要なく、誠実にケンカして一番強い者が頂点（テッペン）を取る。そして全てのケンカは頂点に通じる。
ランブル1トーナメント
毎年春見通りの廃工場にて行われている、街中の1年で1番強い奴を決めるトーナメント。壁にはもう何年も前からのトーナメント表が残っている。一昨年はシャケと兼光がドロー、昨年は神楽の成瀬が優勝している。

## 単行本
- 細川雅巳『シュガーレス』秋田書店〈少年チャンピオン・コミックス〉、全18巻

  1. 2010年5月7日発売 ISBN 978-4-253-20338-8
  2. 2010年7月8日発売 ISBN 978-4-253-20339-5
  3. 2010年10月8日発売 ISBN 978-4-253-20340-1
  4. 2010年12月8日発売 ISBN 978-4-253-20347-0
  5. 2011年2月8日発売 ISBN 978-4-253-20349-4
  6. 2011年4月6日発売 ISBN 978-4-253-20350-0
  7. 2011年6月8日発売 ISBN 978-4-253-20373-9
  8. 2011年9月8日発売 ISBN 978-4-253-20374-6
  9. 2011年11月8日発売 ISBN 978-4-253-20404-0
  10. 2012年1月6日発売 ISBN 978-4-253-20407-1
  11. 2012年4月6日発売 ISBN 978-4-253-20408-8
  12. 2012年6月6日発売 ISBN 978-4-253-20409-5
  13. 2012年9月7日発売 ISBN 978-4-253-20410-1
  14. 2012年10月5日発売 ISBN 978-4-253-20484-2
  15. 2012年12月7日発売 ISBN 978-4-253-20485-9
  16. 2013年3月8日発売 ISBN 978-4-253-20489-7
  17. 2013年5月8日発売 ISBN 978-4-253-20494-1
  18. 2013年6月7日発売 ISBN 978-4-253-20500-9

## テレビドラマ
2012年10月3日から12月26日まで日本テレビで毎週水曜日25:29 - 25:59（JST）に放送。

### キャスト
県立九島高等学校
- 1年
  - 椎葉 岳（転校生・喧嘩は弱小） - 白濱亜嵐（GENERATIONS）
  - 丸母 タイジ（父親は元プロレスラー） - 鈴木伸之（劇団EXILE）
  - 向井 司朗 / シロ - 佐野玲於（GENERATIONS）
  - 卜部 治（ヒュドラのリーダー） - 町田啓太（劇団EXILE）
  - 大垣 伸光 / オーガ（狂犬） - 小澤雄太（劇団EXILE）
  - 田中 ヒラオリ（情報通） - 佐藤大樹
- 2年
  - 桐生 陽一郎 / キリオ（九島のNo.2） - 碓井将大（D-BOYS）
  - 盛田 イサミ（キリオの仲間） - 野替愁平（劇団EXILE）
  - 千倉 トオル（キリオの仲間） - 小野塚勇人（劇団EXILE）
  - セイジ（キリオの仲間） - 栁俊太郎
  - ツクイ（卜部の中学時代からの宿敵） - 中江翼
  - ランドリー（勝った相手の服を集めるのが趣味） - 奥野瑛太
- 3年
  - 荒巻 至 / シャケ（九島のNo.1） - SHOKICHI（EXILE）
  - 鷹羽（シャケの仲間） - 山田親太朗
  - 妃室（シャケの仲間） - 天野浩成
  - 宇堂（シャケの仲間） - 秋山真太郎（劇団EXILE）
- その他生徒・教師
  - 諏訪 晴香（弓道部） - トリンドル玲奈
  - 本城 柚衣（晴香の同級生） - 上田眞央
  - 真野 明日香（養護教諭） - 佐山彩香
  - ハニー（キリオの彼女） - 柴小聖、船岡咲、長尾美希、徳永未夢

エクレア
- 三田 実 / サンタ（丸母の旧友） - 荒木宏文（D-BOYS）
- 播磨 - 飯田のえる
- 嘉上 深征 - 小島雄貴（Song Riders）

未央学園
- 二階堂 優希（生徒会長） - 春川恭亮（劇団EXILE）
- 唐戸兄弟 - 阿部亮平、武雄（Song Riders）

帝都高校
- 遠山 省吾（1年） - 磯村洋介
- 高梨 祐樹（遠山の仲間） - 渡辺凱

神楽工業高校
- 兼光 一哉（神楽のNo.1） - 遠藤雄弥
- 正門 夕志（幹部・1年のトップ） - 堀井新太（D-BOYS）
- 安藤 与崇（2年・神楽のNo.2） - 小柳心

### スタッフ
- 原作：細川雅巳『シュガーレス』（秋田書店「週刊少年チャンピオン」連載）
- 脚本：八津弘幸、渡辺啓
- スクリプター：川野由希子
- 監督：窪田崇、西野真貴、小原剛
- 助監督：佐伯竜一
- アクション監督：小原剛
- 撮影：安田光
- 音楽：牧戸太郎
- 音楽プロデューサー：平川智司
- タイトルバック：守屋健太郎
- CG：松本絵里子
- チーフプロデューサー：大平太
- プロデューサー：仲野尚之、西野真貴
- 制作プロデューサー：八木欣也
- コンテンツプロデューサー：茶ノ前香、行実良
- AP：牛田直美、渡邊美郁
- 編成企画：植野浩之
- 協力：LDH group
- 製作プロダクション：日テレアックスオン
- 制作協力：スーパービジョン
- 企画制作：日本テレビ
- 製作・著作：vap

### 主題歌
- GENERATIONS「BRAVE IT OUT」（rhythm zone）

### サブタイトル
| 各回                                                      | 放送日         | サブタイトル                | 脚本     | 演出     |
| --------------------------------------------------------- | -------------- | --------------------------- | -------- | -------- |
| #1                                                        | 2012年10月03日 | テッペンは俺がとる!         | 八津弘幸 | 窪田崇   |
| #2                                                        | 2012年10月10日 | お前、なんで群れてんだよ    | 八津弘幸 | 窪田崇   |
| #3                                                        | 2012年10月17日 | 強さってなんだと思う?       | 八津弘幸 | 窪田崇   |
| #4                                                        | 2012年10月24日 | 1年生狩りだ、レディゴー!    | 八津弘幸 | 西野真貴 |
| #5                                                        | 2012年10月31日 | 左がダメなら右を打て!       | 八津弘幸 | 西野真貴 |
| #6                                                        | 2012年11月07日 | 金の力を使って九島を潰す!?  | 八津弘幸 | 窪田崇   |
| #7                                                        | 2012年11月14日 | あいつ、本当に弱いのかな    | 八津弘幸 | 窪田崇   |
| #8                                                        | 2012年11月21日 | 俺の女に何しやがんだ!?      | 渡辺啓   | 西野真貴 |
| #9                                                        | 2012年11月28日 | シャケだけ倒しても意味ねぇ! | 渡辺啓   | 小原剛   |
| #10                                                       | 2012年12月05日 | 始まるぞ……頂上決戦!         | 渡辺啓   | 西野真貴 |
| #11                                                       | 2012年12月19日 | 椎葉岳、いつでも来い        | 八津弘幸 | 窪田崇   |
| #12                                                       | 2012年12月26日 | シャケが待ってんだよ        | 八津弘幸 | 窪田崇   |
| 平均視聴率 1.7%（視聴率は関東地区・ビデオリサーチ社調べ） |                |                             |          |          |

- 第9話は『日テレ系音楽の祭典 ベストアーティスト2012』放送のため25:59 - 26:29放映。
- 第10話は『1億人の大質問!?笑ってコラえて!吹奏楽の旅2012マーチング編・完結編3時間半スペシャル』放送のため26:09 - 26:39放映。
- 第11話は『ザ!世界仰天ニュース年またぎ年末年始2連発 奇跡は起きた!3時間20分SP』放送のため25:49 - 26:19放映。

### ネット局
| 放送対象地域   | 放送局              | 放送期間                      | 放送時間             | 系列                                           | 備考                    |
| -------------- | ------------------- | ----------------------------- | -------------------- | ---------------------------------------------- | ----------------------- |
| 関東広域圏     | 日本テレビ（NTV）   | 2012年10月3日 - 12月26日      | 水曜日 25:29 - 25:59 | 日本テレビ系列                                 | 制作局                  |
| 愛媛県         | 南海放送（RNB）     | 2012年11月4日 - 2013年1月27日 | 日曜日 25:50 - 26:20 | 日本テレビ系列                                 | 32日遅れ                |
| 北海道         | 札幌テレビ（STV）   | 2012年11月6日 - 2013年2月5日  | 火曜日 25:58 - 26:28 | 日本テレビ系列                                 | 34日遅れ                |
| 広島県         | 広島テレビ（HTV）   | 2012年11月6日 - 2013年1月29日 | 火曜日 25:59 - 26:29 | 日本テレビ系列                                 | 34日遅れ                |
| 鳥取県・島根県 | 日本海テレビ（NKT） | 2012年12月25日 - 12月29日     | 15:55 -              | 日本テレビ系列                                 | 25日 - 28日は複数話放送 |
| 福岡県         | 福岡放送（FBS）     | 2013年1月7日 - 3月25日        | 月曜日 25:29 - 25:59 | 日本テレビ系列                                 | 96日遅れ                |
| 宮崎県         | テレビ宮崎（UMK）   | 2013年1月7日 - 3月25日        | 月曜日 25:50 - 26:20 | フジテレビ系列／日本テレビ系列／テレビ朝日系列 | 96日遅れ                |

| 日本テレビ 水曜日25:29 - 25:59枠                                                         | 日本テレビ 水曜日25:29 - 25:59枠 | 日本テレビ 水曜日25:29 - 25:59枠 |
| 前番組                                                                                   | 番組名                           | 次番組                           |
| ---------------------------------------------------------------------------------------- | -------------------------------- | -------------------------------- |
| ようこそ!東池袋ヒマワリ荘 ※25:29 - 25:44にけつッ!! ※25:44 - 26:14 【15分繰り下げて継続】 | シュガーレス                     | GJ部                             |